# هادن كلارك
هادن كلارك (بالإنجليزية: Hadden Clark)‏ هو قاتل متسلسل أمريكي، ولد في 31 يوليو 1952 في تروي في الولايات المتحدة.